# Ngawen (Cluwak)
Ngawen is een bestuurslaag in het regentschap Pati van de provincie Midden-Java, Indonesië. Ngawen telt 1698 inwoners (volkstelling 2010).